# Jon Normile
Jon Normile (Cleveland, 20 luglio 1967) è un ex schermidore statunitense.

## Palmarès
In carriera ha conseguito i seguenti risultati:
- Giochi Panamericani:

L'Avana 1991: argento nella spada individuale ed bronzo a squadre.